# Pandèmia de COVID-19 a Grècia
La propagació de la pandèmia per coronavirus de 2019-2020 es va confirmar a Grècia a partir del 26 de febrer de 2020 amb una dona de 38 anys que havia visitat el nord d'Itàlia.
Les zones més afectades actualment pel Covid-19 són la Unitat perifèrica d'Èlide i l'Àtica.
En data del 18 d'abril del 2020, hi havia 2.235 casos confirmats a Grècia, 269 persones guarides i 110 víctimes mortals.

## Cronologia

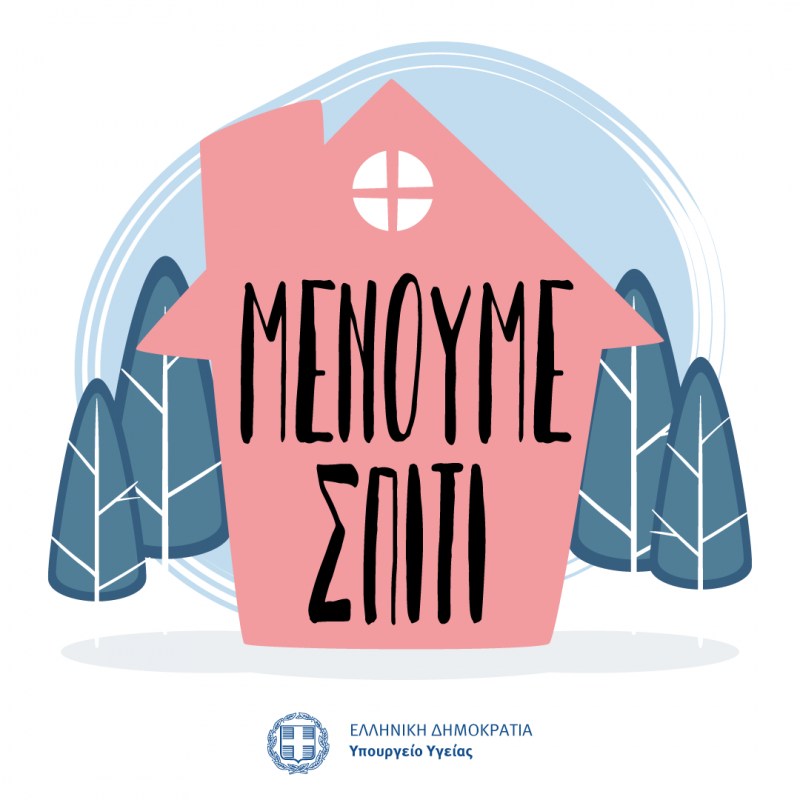
Logo de la campanya "Μένουμε Σπίτι" (Ens quedem a casa) del ministeri de Salut grec

Nombre de casos confirmats a Grècia per regió el 29 de març
Entre 1 i 4 casos confirmats
Entre 5 i 9 casos confirmats
Entre 10 i 49 casos confirmats
Entre 50 i 99 casos confirmats
Entre 100 i 199 confirmats
Més de 200 casos confirmats

El 26 de febrer, fou confirmat el primer cas d'infecció amb SARS-CoV-2 a Grècia. Es tractava d'una dona de 38 anys de Tessalònica que havia estat recentment a Milà. Després del resultat de prova positiu va ser admesa a l'Hospital Universitari AHEPA. La seva família, i tota la gent que havia estat en contacte amb ella, es van aïllar voluntàriament.
El dia 27, es declararen dos nous casos al país. La filla de nou anys de la dona infectada també tingué resultats positius i fou admesa al mateix hospital que la seva mare. A més, una dona de quaranta anys que havia viatjat a Itàlia també es revelà positiva i fou admesa a l'Hospital Universitari General d'Attikon. Després de la confirmació del segon i tercer casos, es va anunciar que l'escola primària 105 de Tessalònica, on estudiava la filla de la primera pacient, tancaria durant catorze dies. El ministre de Salut, Vasilis Kikilias, va declarar aleshores que tots els esdeveniments de carnaval s'anul·laven a tot el país.

## Dades estadístiques
Evolució del nombre de persones infectades amb COVID-19 a Grècia
Evolució del nombre de morts del COVID-19 a Grècia